# Balint-Gruppe
Balint-Gruppen sind im klassischen Verständnis Arbeitsgruppen von etwa acht bis zwölf Ärzten, die sich unter der Leitung eines erfahrenen Psychotherapeuten regelmäßig treffen, um über Herausforderungen im Umgang mit therapeutisch anspruchsvollen Patienten aus ihrer Praxis zu sprechen. Das Ziel ist eine verbesserte Arzt-Patient-Beziehung, die schließlich zu einem verbesserten Verständnis und einer verbesserten Behandlung des Patienten führen soll.

## Geschichte

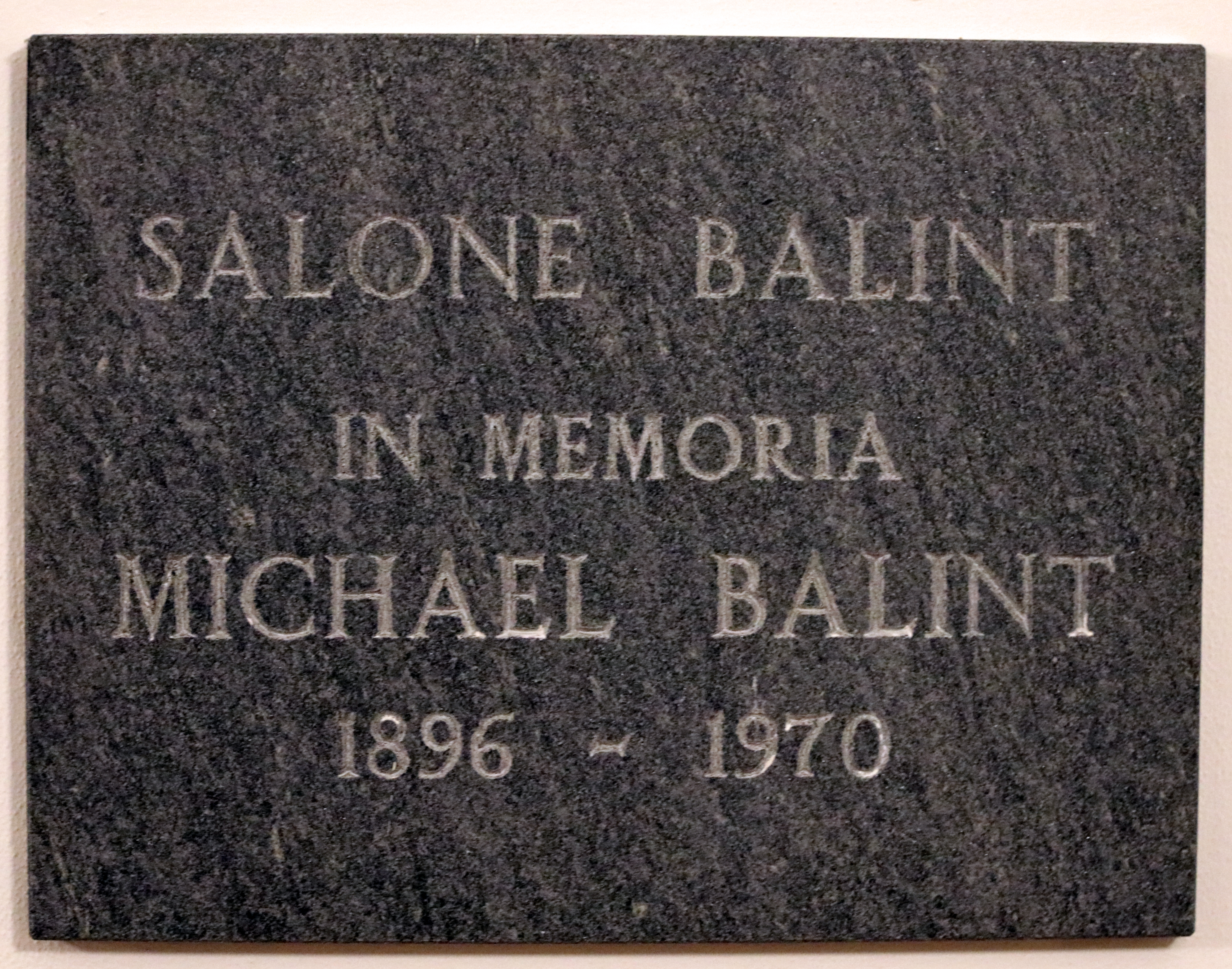
Gedenktafel auf dem Monte Verità

Die Methode wurde nach Michael Balint (1896–1970), einem Psychiater und Psychoanalytiker ungarischer Herkunft, benannt. Balint hatte nach dem Zweiten Weltkrieg an der Londoner Tavistock Clinic zunächst Fallkonferenzen mit Sozialarbeitern durchgeführt. In ihnen konnten die Teilnehmenden lernen, die unbewussten Prozesse in der Arbeit mit ihren Klienten auf dem Hintergrund psychoanalytischer Theorien besser wahrzunehmen. Ab 1950 führte er ähnliche Fallkonferenzen mit niedergelassenen Hausärzten durch und bezeichnete sie als Diskussionsseminare über psychische Probleme in der ärztlichen Praxis. 1954 berichtete er im British Medical Journal über seine neue Methode der ärztlichen Weiterbildung. 1957 erschien sein Klassiker „The doctor, his patient and the illness“. Ab 1972 fanden „Internationale Balint-Treffen“ auf dem Monte Verità bei Ascona statt. 1972 wurde die Internationale Balintgesellschaft (IBF, International Balint Federation) in Paris gegründet, die alle zwei bis drei Jahre internationale Kongresse veranstaltet. Aktueller Präsident ist Donald Nease (USA). Die Deutsche Balintgesellschaft wurde 1975 gegründet.

## Methode
Das wichtigste methodische Element der Balint-Gruppen-Arbeit ist der freie Bericht über ein Fallbeispiel. In der Regel schildert ein Gruppenteilnehmer eine Begegnung mit einem Patienten. Die Gruppe untersucht dann gemeinsam im freien kollegialen Gespräch, in freier Assoziation und Fantasie die daraus erkennbare Arzt-Patient-Beziehung. „Unser Hauptziel war die möglichst gründliche Untersuchung der ständig wechselnden Arzt-Patient-Beziehung, das heißt das Studium der Pharmakologie der Droge 'Arzt'“, erklärte Balint. Er verglich also die Wirksamkeit des Arztes mit einem Arzneimittel, das erwünschte und unerwünschte Wirkungen haben kann.
Dem Konzept liegt das psychodynamische Krankheitsverständnis der Psychoanalyse zugrunde. Danach wird die Aufmerksamkeit besonders auf die Phänomene der Übertragung, Gegenübertragung, Regression, Agieren, Verschieben, Abspalten, Kontraphobische Abwehr oder Reaktionsbildung gerichtet. Zentrale Fragen sind also: Was macht der Arzt mit dem Patienten? Was macht der Patient mit dem Arzt? Welche Gefühle löst er in ihm (und in den übrigen Gruppenteilnehmern) aus? Für gewöhnlich sind diese Aspekte vorbewusst und können einen konstruktiven Umgang zwischen Arzt und Patient behindern. In der Balintgruppe werden sie mithilfe von Widerspiegelungsphänomenen auf der Basis projektiv-identifikatorischer Übernahme (mittels projektiver Identifikation) für die Gruppenteilnehmer erkennbar.
RegredierenBeim Regredieren wird eine schwer erträgliche Situation zu überwinden versucht, indem durch eine passive oder frühkindliche Verhaltensweise andere Menschen zu einer übermäßigen Umsorgung des Regredierenden gebracht werden.
AgierenBeim Agieren führt eine schwer erträgliche Situation zu einem Verhalten, das in der Umgebung so viel Aufmerksamkeit erzeugt, dass darunter die eigentlichen Probleme aus dem Blick geraten.
Kontraphobisches HandelnBeim kontraphobischen Handeln wird Angst durch Überaktivität – oft auch durch objektiv nutzlose Handlungen – verdeckt.
Flucht nach vorneBei der Flucht nach vorne wird Angst erträglich zu machen versucht, indem gerade die angstmachende Situation direkt herbeigeführt wird.
VerschiebenBeim Verschieben wird einem schwer zu ertragenden Problem ein anderes – geringer belastendes – vorgeschoben und durch die Beschäftigung damit das schwerer zu ertragende Problem in den Hintergrund gedrängt.
AbspaltenBeim Abspalten können in emotional schwer zu bewältigenden Situationen gegensätzliche Gefühle einander gleichwertig zur Seite gestellt werden, wobei zu einem Zeitpunkt lediglich der eine, zu einem anderen Zeitpunkt nur der andere Gefühlszustand dem Bewusstsein zugänglich ist.
ReaktionsbildungBei der Reaktionsbildung wird ein bei sich selber schwer zu akzeptierender Gefühlszustand im Verhalten ins Gegenteil verwandelt
Aus dieser Beziehungsdiagnose werden Rückschlüsse auf unbewusste Konflikte gezogen, die Patient und Arzt „mitbringen“. Insbesondere die Bewusstmachung der Gegenübertragungsgefühle (z. B. Abneigung, Ärger, Desinteresse, verstärktes Interesse, Mitleid, Hilflosigkeit usw.) gibt wertvolle diagnostische Hinweise, die hilfreich in die weiteren Kontakte mit dem Patienten einfließen können. Im Extremfall kann deutlich werden, dass der Patient gar nicht eine Patientenrolle einnimmt, sondern seine ihm zugeschriebene Rolle nutzt, um anderweitige psychische Bedürfnisse zu befriedigen.
Die wissenschaftliche Auseinandersetzung mit der Methode findet u. a. statt in der Fachzeitschrift Balintjournal und in der open-access-Zeitschrift Journal of the Balint Society.
Aktuelle Entwicklungen verweisen schon vor der besonderen Situation des Covid-19-Lockdowns auf die Möglichkeiten von online-Balintgruppen, insbesondere in geografisch weiträumigen Gebieten wie z. B. Australien. Im Rahmen der Pandemie wurden Balintgruppen auf online umgestellt oder auch erstmals online angeboten. Inzwischen hat die Deutsche Balintgesellschaft eine Stellungnahme zu online-Balintgruppen ausgearbeitet, nach der ein Teil der verpflichtenden Balintstunden durchaus über Internet angeboten werden könnten.

## Aus- und Weiterbildung
Balint-Gruppen sind heute allgemein als ein Element in der Aus- und Weiterbildung von Ärzten und Psychotherapeuten und auch als Supervisionsmethode in anderen Bereichen des Gesundheits-, Sozial- und Erziehungswesens anerkannt. In modifizierter Form finden sie Anwendung bei Führungskräften durch erfahrene Leiter in diesem Bereich. An einigen Universitäten werden Balint-Gruppen auch für Studenten angeboten, öfters jedoch in Form der thematisch verwandten Anamnesegruppen.
In Deutschland wird bei Ärzten, welche die Zusatzbezeichnung „Psychotherapie“ erlangen wollen, und bei Kassenärzten, die an der psychosomatischen Grundversorgung teilnehmen, der Nachweis von Balint-Gruppen-Erfahrung verlangt, ebenso wie von Ärzten in Weiterbildung zum Facharzt Kinder- und Jugendpsychiatrie und -psychotherapie, Psychiatrie und Psychotherapie sowie Psychosomatische Medizin und Psychotherapie (bei tiefenpsychologischer Ausrichtung).
Balintgruppen werden aber auch als Methode der Psychohygiene für die beteiligten Ärzte angesehen.